# Siret (rijeka)
Siret (mađ. Szeret; ukr. Серет) je rijeka u sjeverozapadnoj Rumunjskoj i jugozapadnoj Ukrajini. Siret izvire u jugozapadnoj Ukrajini u pokrajini Bukovini na Karpatima, rijeka teče prema jugoistoku kroz rumunjsku pokrajinu Moldaviju, i nakon 706 km ulijeva se u Dunav kod rumunjskoga grada Galația. Od 706 km rijeke, 596 km se nalazi u Rumunjskoj.

## Područja
Siret teče u Ukrajini kroz Černovačku oblast.
Siret teče kroz sljedeće rumunjske županije:
- Botoșani
- Suceava
- Neamț
- Iași
- Bacău
- Vrancea
- Galați

Od većih gradova na rijeci tu su Bacău i Galați.

## Vanjske poveznice
|  | Zajednički poslužitelj ima još gradiva o temi Siret (rijeka) |